# Кременчугская улица (Москва)
Кременчу́гская у́лица (название присвоено в 1963 году) — улица в Западном административном округе Москвы на территории района Фили-Давыдково. Проходит между Кутузовским проспектом и Аминьевским шоссе.

## Происхождение названия
Улица была образована в 1963 году из проектируемых проездов № 1454 и 1454-а и получила название по украинскому городу Кременчуг.

## Описание
Пересекается с улицами Артамонова, Ватутина, Инициативная, Давыдковская, Славянским бульваром.
Вдоль улицы расположен сквер Дмитрия Михайлика, названного в феврале 2020 года в память об участнике Великой Отечественной войны, заместителе начальника Гражданской обороны СССР с 1972 по 1986 годы генерал-лейтенанте Дмитрии Михайлике (1920–2019) .
Бульвар запланировано благоустроить по программе «Мой район». В 2019 году прошел первый этап работ: обустройство освещения.

## Здания и сооружения
- Городская поликлиника № 40 — Кременчугская ул., д. 7, корп. 2.
- Специализированный учебно-научный центр — школа-интернат имени А. Н. Колмогорова Московского государственного университета имени М. В. Ломоносова (СУНЦ МГУ) — Кременчугская ул., д. 11.

## Памятники

Памятник ветеранам войск гражданской обороны и службы спасения на Кременчугской улице в Москве

- Памятник пожарным и спасателям МЧС России;
- Памятник ветеранам войск гражданской обороны и службы спасения.

## Транспорт
По улице проходят маршруты автобусов № 77, 248, 325, 641, 732.

### Ближайшие станции метро
- «Кунцевская»
- «Славянский бульвар»
- «Давыдково»